# Honey Wilder
Honey Wilder (Texas Panhandle, 26 novembre 1950) è un'ex attrice pornografica statunitense.
Molto attiva negli anni ottanta, è apparsa in oltre 90 film e viene ricordata per aver partecipato ai film della saga Taboo.

## Biografia
Per tutti gli anni ottanta, Honey Wilder ha rappresentato la donna MILF nel segmento dei film pornografici. Spesso partecipava in ruoli di supporto, ed era conosciuta per la sua buona recitazione, il fisico e le performance. Il suo ruolo perfetto era interpretare una "madre", come ha fatto in tre film della serie Taboo (1982-'84-'85), dove recitò accanto a Kay Parker, e nel film It's My Body (1985) con Traci Lords. Si è anche distinta nel ruolo di "moglie disprezzata" nel film Dallas Wild Honey (1982). La sua voce è stata a lungo utilizzata per l'avviso "Surgeon General" della VCA Pictures. Nel 2001 è stata inserita nella Hall of Fame dagli AVN Awards.

## Filmografia
- Swedish Erotica 39 (1981)
- Nightlife (1982)
- Taboo II (1982)
- Wild Dallas Honey (1982)
- Bubble Gum (1983)
- Dolce Alice (Sweet Alice), regia di Joseph F. Robertson (1983)
- Eighth Erotic Film Festifal (1983)
- Naughty Girls Need Love Too (1983)
- Never Sleep Alone (1983)
- Private Moments (1983)
- Satisfactions (1983)
- Whose Fantasy Is This Anyway? (1983)
- Burlexxx (1984)
- Cupid's Arrow (1984)
- Forbidden Fruit (1984)
- Frisky Business (1984)
- Great Sexpectations (1984)
- Night Magic (1984)
- Office Fantasies (1984)
- Pussycat Galore (1984)
- Sex Spa U.S.A. (1984)
- Society Affairs (1984)
- Summer Camp Girls (1984)
- Private Fantasies 4 (1985)
- Bad Girls II (1985)
- Bedtime Tales (1985)
- Beverly Hills Wives (1985)
- Erotic Zone (1985)
- Freeway Honey (1985)
- Hot Sweet Honey (1985)
- It's My Body (1985)
- Passage to Ecstasy (1985)
- Private Teacher (1985)
- Schoolgirl by Day (1985)
- Taboo IV: The Younger Generation (1985)
- The Sperminator (1985)
- Thought You'd Never Ask (1985)
- Carosello erotico (Unthinkable) (1985)
- Breakin In (1986)
- Cheek to Cheek (1986)
- Dirty Blonde (1986)
- Double Standards (1986)
- If My Mother... Only Knew (1986)
- Jewel of the Nite (1986)
- Jewels of the Night (1986)
- Kiss of the Gypsy (1986)
- Lesbian Lovers No. 1 (1986)
- Rated Sex (1986)
- Taboo III (1986)
- Come Candy perde l'innocenza (The Pleasure of Innocence) (1986)
- Tounge Twisters (1986)
- Triple Xposure (1986)
- Wet Kisses (1987)
- American Dream Girls (1987)
- Blazing Bedrooms (1987)
- Genital Hospital (1987)
- Golden Gate Girls (1987)
- Lust Tango in Paris (1987)
- Older Women with Young Boys (1987)
- Hyapatia Lee's Arcade Series 1 (1988)
- Night Hunger (1988)
- Peeping Tom (1988)
- This Is Your Sex Life (1988)
- American Dream Girls (1994)

## Riconoscimenti
- AVN Awards
  - 2001 – Hall of Fame[1]